# DPRK-pop
Nhạc pop Bắc Triều Tiên hay nhạc nhẹ Bắc Triều Tiên (tiếng Anh: North Korean pop music; viết tắt NK-pop hay DPRK-pop) là dòng nhạc pop phát triển riêng biệt tại Cộng hòa Dân chủ Nhân dân Triều Tiên.

## Lịch sử
Dưới thời đại Kim Nhật Thành, chỉ có âm nhạc định hướng tư tưởng mới được cho phép. Đặc biệt nhạc jazz càng bị xem là ngoài vòng hợp lệ. Tuy nhiên nhiều nghệ sĩ đã tìm ra phong cách của mình xung quanh những giới hạn này khi viết lời nhạc định hướng tư tưởng nhưng có được sự tự do ở mức độ nhất định. Dưới thời Kim Jong-il, những dòng nhạc bị cấm trước đó, kể cả nhạc jazz, đã bắt đầu được chấp nhận và khuyến khích.

## Đặc trưng
Nhiều ca khúc nhạc nhẹ CHDCND Triều Tiên thường được thể hiện bởi một nữ ca sĩ trẻ với một dàn nhạc điện, người chơi nhạc cụ gõ, đi kèm với các ca sĩ và vũ công. Một số bài hát như "Hwiparam" (Huýt sáo) - phổ nhạc từ lời bài thơ của Cho Ki-chon - đã từng rất nổi tiếng tại Hàn Quốc. Chúng phần lớn bị ảnh hưởng bởi nhạc pop Hàn Quốc và các bài hát có tiêu đề như "Đừng hỏi tên em", "Đời ta chính là một bài ca", "Ta sẽ nắm chặt lưỡi lê hơn nữa", "The Joy of Bumper Harvest Overflows Amidst the Song of Mechanisation", "The Dear General Uses Distance-Shrinking Magic (Chukjibeop)", "Song of Bean Paste", "Đất nước tôi ngập tràn niềm vui", "Pleasant Snack Time", "Em còn nuôi gà", "The Shoes My Brother Bought Fit Me Tight", "Potato Pride" và nhiều bài nữa.
Những bài như "Chúng ta là một" và "Cầu vồng thống nhất" hát về niềm hi vọng thống nhất Triều Tiên. Năm 2012, ban nhạc nữ đầu tiên của Triều Tiên là Ban nhạc Moranbong (hay ban nhạc Đồi hoa mẫu đơn / ban nhạc Đồi Moran) đã ra mắt với thế giới. Đó là một nhóm khoảng 16 phụ nữ Triều Tiên (bao gồm 11 nhạc công và 5 ca sĩ) do đích thân Kim Jong-un tuyển chọn.
DJ của đài phát thanh BBC, ông Andy Kershaw từng viết rằng, trong một chuyến thăm tới Cộng hòa Dân chủ Nhân dân Triều Tiên, những bản thu âm duy nhất được phát là của các ca sĩ nhạc nhẹ như Jon Hye-yong, Kim Kwang-suk, Jo Kum-hwa và Ri Pun-hui, của các nhóm như Ban nhạc nhẹ Wangjaesan (Vương Tại Sơn / Núi Vương Tại), Đoàn nghệ thuật Mansudae (Vạn Thọ Đài) và Dàn nhạc điện tử Pochonbo (Phổ Thiên Bảo), tức những nghệ sĩ biểu diễn bằng một phong cách mà Kershaw ám chỉ đến "nhạc khí nhẹ cùng với giọng hát đại chúng".
Nhạc pop hay nhạc nhẹ Triều Tiên được phát cho các du khách tới thăm Bình Nhưỡng nghỉ tại Khách sạn Koryo hoặc ở trong Cửa hàng bách hóa Số 1.